# Sichfrith Ivarsson
Sichfrith Ivarsson también Sichfrith mac Ímair (r. 883?–888), fue un caudillo hiberno-nórdico, monarca vikingo del reino de Dublín y posiblemente Limerick. Probable hijo de Ivar el Deshuesado. Sichfrith es una forma gaelizada del nórdico antiguo Sigfrøðr o Sigurðr. Uno de los reyes paganos más beligerantes contra la cada vez más influyente confesión cristiana en su región, durante el primer año de su reinado atacó y quemó hasta los cimientos los monasterios de Lismore y Cloyne. También pudo ser el responsable del ataque al asentamiento eclesiástico de Kildare en 885 u 886 donde el vice-abad fue capturado con otros 280 prisioneros. El reinado de Sichfrith se considera el principio del fin del dominio escandinavo en Irlanda pues su reino estuvo sometido en numerosos levantamientos acaudillados por diversos pretendientes al trono, entre ellos Eoloir Jarnknesson hijo del vikingo Járnkné que en 886 ya había matado a Airemón mac Áedo, uno de los dos reyes de Ulaid (Ulster). Otro pretendiente con el mismo nombre, hijo de Barith, también reclamaba el trono en aquel entonces según las crónicas.
En 888 Sichfrith Ivarsson fue asesinado por su hermano Sigtrygg Ivarsson (Sictric I), que permaneció en el trono durante cinco años.